# Porcellio purpureus
Porcellio purpureus är en kräftdjursart som beskrevs av Gustav Budde-Lund 1885. Porcellio purpureus ingår i släktet Porcellio och familjen Porcellionidae. Inga underarter finns listade i Catalogue of Life.